# United Rugby Championship 2022-2023
United Rugby Championship 2022-23 fu la 6ª edizione della competizione transnazionale di rugby a 15 per club delle federazioni gallese, irlandese, italiana, scozzese e sudafricana, la 2ª con tale nome nonché la 22ª assoluta contando anche le edizioni di Celtic League, Pro12 e Pro14.
Si tenne dal 16 settembre 2022 al 27 maggio 2023 tra 16 squadre che si incontrarono nella stagione regolare con una formula mista a gironi con classifica unica che espresse le otto squadre per la fase a play-off.
Dopo una stagione senza sponsor con diritto di naming, il torneo assunse il nome commerciale di BKT United Rugby Championship nell'emisfero settentrionale e Vodacom United Rugby Championship in Sudafrica a seguito di due accordi commerciali separati, stipulati rispettivamente con la multinazionale indiana degli pneumatici Balkrishna Industries, titolare del marchio BKT, e con Vodacom, filiazione sudafricana di Vodafone.
Il torneo vide i campioni uscenti dello Stormers ripresentarsi in finale per difendere il titolo tra le mura amiche di Città del Capo: fu tuttavia Munster a imporsi per 19-14 al termine di una gara molto spigolosa che vide tre cartellini gialli complessivi, uno per i sudafricani, in testa nel punteggio fino a pochi minuti dalla fine, e due per gli irlandesi, che terminarono la partita in inferiorità numerica.
Per Munster si trattò del quarto titolo celtico, a distanza di 12 anni dal più recente ottenuto nel 2011.
Il valore delle marcature, come stabilito da World Rugby nel 2017, è: 5 punti per ciascuna meta (7 se trasformata), 7 punti per la meta tecnica, 3 punti per la realizzazione di ciascun calcio piazzato, idem per il drop.

## Formula
Le sedici squadre sono suddivise in quattro gironi geografici:
- Girone gallese (o rosso): le quattro franchigie del Galles;
- Girone irlandese (o verde): le quattro franchigie dell'isola d'Irlanda;
- Girone italo-scozzese (o azzurro/blu): le due franchigie d'Itala e le due della Scozia;
- Girone sudafricano (o giallo): le quattro franchigie del Sudafrica.

Inizialmente ogni franchigia incontra in gara di andata e ritorno tutte quelle del proprio girone (6 incontri); a seguire incontra una volta sola tutte le altre 12, per un totale di 18 incontri disputati.
Dopo tale fase è stilata una classifica unica, le prime otto della quale accedono ai play-off in gara unica secondo lo schema per il quale le prime quattro in classifica affrontano le altre quattro in ordine inverso di graduatoria.
La finale si tiene anch'essa in gara unica.
Essendo ammesse anche le squadre sudafricane alle coppe europee, la qualificazione alla Champions Cup e alla Challenge Cup avviene come segue:
- 8 squadre alla Champions Cup: le vincitrici di ogni girone locale più le quattro migliori in classifica generale tra quelle non già qualificate; qualora una vincitrice di girone si classificasse fuori dalle prime otto, essa si aggiudicherà comunque il posto in Champions Cup.
- 8 squadre alla Challenge Cup: le altre 8 squadre non classificate alla Champions Cup[7][6].

## Squadre partecipanti
| Girone gallese | Girone irlandese | Girone italo/scozzese | Girone sudafricano |
| -------------- | ---------------- | --------------------- | ------------------ |
| Cardiff Rugby  | Connacht         | Benetton              | Bulls              |
| Dragons        | Leinster         | Edimburgo             | Lions              |
| Ospreys        | Munster          | Glasgow Warriors      | Sharks             |
| Scarlets       | Ulster           | Zebre                 | Stormers           |

## Stagione regolare

### Risultati
|            | 1ª giornata          |        |
| ---------- | -------------------- | ------ |
| 16-9-2022  | Benetton — Glasgow   | 33-11  |
| 17-9-2022  | Zebre — Leinster     | 29-33  |
| 17-9-2022  | Cardiff — Munster    | 20-13  |
| 17-9-2022  | Lions — Bulls        | 15-31  |
| 17-9-2022  | Scarlets — Ospreys   | 23-23  |
| 17-9-2022  | Ulster — Connacht    | 36-10  |
| 17-9-2022  | Edimburgo — Dragons  | 44-6   |
| 4-2-2023   | Sharks — Stormers    | 19-46  |
|            |                      |        |
|            | 4ª giornata          |        |
| 7-10-2022  | Edimburgo — Lions    | 19-22  |
| 7-10-2022  | Connacht — Munster   | 20-11  |
| 8-10-2022  | Zebre — Stormers     | 20-37  |
| 8-10-2022  | Leinster — Sharks    | 54-34  |
| 8-10-2022  | Scarlets — Cardiff   | 10-16  |
| 8-10-2022  | Ulster — Ospreys     | 47-17  |
| 8-10-2022  | Glasgow — Bulls      | 35-21  |
| 9-10-2022  | Benetton — Dragons   | 31-14  |
|            |                      |        |
|            | 7ª giornata          |        |
| 28-10-2022 | Glasgow — Benetton   | 37-0   |
| 28-10-2022 | Scarlets — Leinster  | 5-35   |
| 29-10-2022 | Lions — Stormers     | 22-31  |
| 29-10-2022 | Dragons — Zebre      | 47-7   |
| 29-10-2022 | Munster — Ulster     | 14-15  |
| 29-10-2022 | Ospreys — Connacht   | 19-22  |
| 30-10-2022 | Bulls — Sharks       | 40-27  |
| 30-10-2022 | Cardiff — Edimburgo  | 17-25  |
|            |                      |        |
|            | 10ª giornata         |        |
| 23-12-2022 | Sharks — Lions       | 37 -10 |
| 23-12-2022 | Stormers — Bulls     | 37-27  |
| 23-12-2022 | Glasgow — Edimburgo  | 16-10  |
| 23-12-2022 | Connacht — Ulster    | 20-22  |
| 24-12-2022 | Benetton — Zebre     | 38-5   |
| 26-12-2022 | Dragons — Cardiff    | 24-29  |
| 26-12-2022 | Ospreys — Scarlets   | 34-14  |
| 26-12-2022 | Munster — Leinster   | 19-20  |
|            |                      |        |
|            | 13ª giornata         |        |
| 27-1-2023  | Scarlets — Bulls     | 37-28  |
| 27-1-2023  | Ulster — Stormers    | 35-5   |
| 28-1-2023  | Benetton — Munster   | 30-40  |
| 28-1-2023  | Dragons — Glasgow    | 28-42  |
| 28-1-2023  | Leinster — Cardiff   | 38-14  |
| 28-1-2023  | Edimburgo — Sharks   | 19-22  |
| 28-1-2023  | Connacht — Lions     | 43-24  |
| 29-1-2023  | Zebre — Ospreys      | 24-28  |
|            |                      |        |
|            | 16ª giornata         |        |
| 24-3-2023  | Zebre — Cardiff      | 30-34  |
| 24-3-2023  | Leinster — Stormers  | 22-22  |
| 25-3-2023  | Benetton — Lions     | 28-32  |
| 25-3-2023  | Ospreys — Dragons    | 37-18  |
| 25-3-2023  | Connacht — Edimburgo | 41-26  |
| 25-3-2023  | Scarlets — Sharks    | 32-20  |
| 25-3-2023  | Munster — Glasgow    | 26-38  |
| 25-3-2023  | Ulster — Bulls       | 32-23  |

|            | 2ª giornata          |        |
| ---------- | -------------------- | ------ |
| 23-9-2022  | Zebre — Sharks       | 37-42  |
| 23-9-2022  | Glasgow — Cardiff    | 52-24  |
| 23-9-2022  | Leinster — Benetton  | 42-10  |
| 24-9-2022  | Scarlets — Ulster    | 39-55  |
| 24-9-2022  | Bulls — Edimburgo    | 33-31  |
| 24-9-2022  | Stormers — Connacht  | 38-15  |
| 24-9-2022  | Ospreys — Lions      | 27-28  |
| 25-9-2022  | Dragons — Munster    | 23-17  |
|            |                      |        |
|            | 5ª giornata          |        |
| 14-10-2022 | Ospreys — Stormers   | 16-16  |
| 14-10-2022 | Connacht — Leinster  | 0-10   |
| 15-10-2022 | Lions — Ulster       | 37-39  |
| 15-10-2022 | Sharks — Glasgow     | 40-12  |
| 15-10-2022 | Cardiff — Dragons    | 31-14  |
| 15-10-2022 | Edimburgo — Benetton | 53-8   |
| 15-10-2022 | Scarlets — Zebre     | 36-12  |
| 15-10-2022 | Munster — Bulls      | 31-17  |
|            |                      |        |
|            | 8ª giornata          |        |
| 25-11-2022 | Stormers — Scarlets  | 36-19  |
| 25-11-2022 | Ulster — Zebre       | 36-15  |
| 26-11-2022 | Bulls — Ospreys      | 43-26  |
| 26-11-2022 | Benetton — Edimburgo | 24-17  |
| 26-11-2022 | Leinster — Glasgow   | 40-5   |
| 26-11-2022 | Munster — Connacht   | 24-17  |
| 27-11-2022 | Lions — Dragons      | 33-25  |
| 27-11-2022 | Sharks — Cardiff     | 0-35   |
|            |                      |        |
|            | 11ª giornata         |        |
| 30-12-2022 | Edimburgo — Glasgow  | 25 -32 |
| 31-12-2022 | Zebre — Benetton     | 17-40  |
| 31-12-2022 | Sharks — Bulls       | 47-20  |
| 31-12-2022 | Stormers — Lions     | 40-8   |
| 1-1-2023   | Cardiff — Ospreys    | 19-22  |
| 1-1-2023   | Ulster — Munster     | 14-15  |
| 1-1-2023   | Scarlets — Dragons   | 33-17  |
| 1-1-2023   | Leinster — Connacht  | 41-12  |
|            |                      |        |
|            | 14ª giornata         |        |
| 17-2-2023  | Munster — Ospreys    | 58-3   |
| 17-2-2023  | Glasgow — Ulster     | 17-11  |
| 18-2-2023  | Lions — Sharks       | 7-29   |
| 18-2-2023  | Bulls — Stormers     | 19-23  |
| 18-2-2023  | Zebre — Connacht     | 34-57  |
| 18-2-2023  | Scarlets — Edimburgo | 42-14  |
| 18-2-2023  | Cardiff — Benetton   | 30 -13 |
| 18-2-2023  | Leinster — Dragons   | 43-14  |
|            |                      |        |
|            | 17ª giornata         |        |
| 14-4-2023  | Sharks — Benetton    | 43-33  |
| 14-4-2023  | Glasgow — Scarlets   | 12-9   |
| 14-4-2023  | Ulster — Dragons     | 40-19  |
| 15-4-2023  | Bulls — Zebre        | 78-12  |
| 15-4-2023  | Lions — Leinster     | 36-39  |
| 15-4-2023  | Stormers — Munster   | 24-26  |
| 15-4-2023  | Edimburgo — Ospreys  | 45-21  |
| 15-4-2023  | Connacht — Cardiff   | 38-19  |

|            | 3ª giornata          |         |
| ---------- | -------------------- | ------- |
| 30-9-2022  | Bulls — Connacht     | 28-14   |
| 30-9-2022  | Ulster — Leinster    | 13-20   |
| 30-9-2022  | Cardiff — Lions      | 18-31   |
| 1-10-2022  | Stormers — Edimburgo | 34-18   |
| 1-10-2022  | Ospereys — Glasgow   | 32-17   |
| 1-10-2022  | Munster — Zebre      | 21-5    |
| 1-10-2022  | Benetton — Scarlets  | 34-23   |
| 1-10-2022  | Dragons — Sharks     | 19-20   |
|            |                      |         |
|            | 6ª giornata          |         |
| 21-10-2022 | Benetton — Bulls     | 22-44   |
| 21-10-2022 | Connacht — Scarlets  | 36-14   |
| 22-10-2022 | Zebre — Edimburgo    | 19-38   |
| 25-2-2023  | Lions — Glasgow      | 35-24   |
| 25-2-2023  | Sharks — Ulster      | 24-31   |
| 22-10-2022 | Leinster — Munster   | 27-13   |
| 22-10-2022 | Cardiff — Stormers   | 30-24   |
| 23-10-2022 | Dragons — Ospreys    | 32-25   |
|            |                      |         |
|            | 9ª giornata          |         |
| 2-12-2022  | Sharks — Ospreys     | 25-10   |
| 2-12-2022  | Edimburgo — Munster  | 17-38   |
| 3-12-2022  | Stormers — Dragons   | 34-26   |
| 3-12-2022  | Zebre — Glasgow      | 17-45   |
| 3-12-2022  | Connacht — Benetton  | 38-19   |
| 3-12-2022  | Bulls — Cardiff      | 45-9    |
| 3-12-2022  | Leinster — Ulster    | 38-29   |
| 4-12-2022  | Lions — Scarlets     | 32-15   |
|            |                      |         |
|            | 12ª giornata         |         |
| 6-1-2023   | Dragons — Bulls      | 14-29   |
| 6-1-2023   | Munster — Lions      | 33-3    |
| 7-1-2023   | Benetton — Ulster    | 31-29   |
| 7-1-2023   | Edimburgo — Zebre    | 24-17   |
| 7-1-2023   | Cardiff — Scarlets   | 22-28   |
| 7-1-2023   | Connacht — Sharks    | 24-12   |
| 7-1-2023   | Ospreys — Leinster   | 19-24   |
| 8-1-2023   | Glasgow — Stormers   | 24-17   |
|            |                      |         |
|            | 15ª giornata         |         |
| 3-3-2023   | Glasgow — Zebre      | 50 - 8  |
| 3-3-2023   | Munster — Scarlets   | 49 - 42 |
| 4-3-2023   | Stormers — Sharks    | 29 - 23 |
| 4-3-2023   | Bulls — Lions        | 25 - 29 |
| 4-3-2023   | Edimburgo — Leinster | 27 - 47 |
| 4-3-2023   | Ospreys — Benetton   | 20 - 21 |
| 4-3-2023   | Dragons — Connacht   | 20 - 22 |
| 4-3-2023   | Cardiff — Ulster     | 20 - 42 |
|            |                      |         |
|            | 18ª giornata         |         |
| 21-4-2023  | Stormers — Benetton  | 38-22   |
| 21-4-2023  | Ulster — Edimburgo   | 28-14   |
| 22-4-2023  | Lions — Zebre        | 50-35   |
| 22-4-2023  | Bulls — Leinster     | 62-7    |
| 22-4-2023  | Dragons — Scarlets   | 31-14   |
| 22-4-2023  | Sharks — Munster     | 22-22   |
| 22-4-2023  | Ospreys — Cardiff    | 21-38   |
| 22-4-2023  | Glasgow — Connacht   | 29-27   |

### Classifica
| Pos | Squadra          | G  | V  | N | P  | PF  | PS  | DP   | BMP | Pt |
| --- | ---------------- | -- | -- | - | -- | --- | --- | ---- | --- | -- |
| 1   | Leinster         | 18 | 16 | 1 | 1  | 580 | 363 | +217 | 13  | 79 |
| 2   | Ulster           | 18 | 13 | 0 | 5  | 554 | 378 | +176 | 16  | 68 |
| 3   | Stormers         | 18 | 12 | 2 | 4  | 531 | 391 | +140 | 16  | 68 |
| 4   | Glasgow Warriors | 18 | 13 | 0 | 5  | 498 | 403 | +95  | 11  | 63 |
| 5   | Munster          | 18 | 10 | 1 | 7  | 470 | 357 | +113 | 13  | 55 |
| 6   | Bulls            | 18 | 10 | 0 | 8  | 613 | 448 | +165 | 13  | 53 |
| 7   | Connacht         | 18 | 10 | 0 | 8  | 456 | 426 | +30  | 10  | 50 |
| 8   | Sharks           | 18 | 9  | 1 | 8  | 486 | 480 | +6   | 10  | 48 |
| 9   | Lions            | 18 | 9  | 0 | 9  | 454 | 538 | −84  | 9   | 45 |
| 10  | Cardiff Rugby    | 18 | 9  | 0 | 9  | 425 | 470 | −45  | 8   | 44 |
| 11  | Benetton         | 18 | 8  | 0 | 10 | 440 | 533 | −93  | 9   | 41 |
| 12  | Edimburgo        | 18 | 6  | 0 | 12 | 466 | 467 | −1   | 14  | 38 |
| 13  | Ospreys          | 18 | 5  | 2 | 11 | 400 | 514 | −114 | 11  | 35 |
| 14  | Scarlets         | 18 | 6  | 1 | 11 | 435 | 506 | −71  | 8   | 34 |
| 15  | Dragons          | 18 | 4  | 0 | 14 | 391 | 534 | −143 | 8   | 24 |
| 16  | Zebre            | 18 | 0  | 0 | 18 | 343 | 734 | −391 | 11  | 11 |

## Play-off
|  | Quarti di finale | Quarti di finale | Quarti di finale |          |          | Semifinali | Semifinali | Semifinali |  |  | Finale | Finale | Finale |  |
|  |                  |                  |                  |          |          |            |            |            |  |  |        |        |        |  |
|  | 1                | Leinster         | 35               |          |          |            |            |            |  |  |        |        |        |  |
|  | 1                | Leinster         | 35               |          |          |            |            |            |  |  |        |        |        |  |
|  | 8                | Sharks           | 5                |          |          |            |            |            |  |  |        |        |        |  |
|  | 8                | Sharks           | 5                |          | Leinster | Leinster   | 15         |            |  |  |        |        |        |  |
|  |                  |                  |                  |          | Leinster | Leinster   | 15         |            |  |  |        |        |        |  |
|  |                  |                  | Munster          | Munster  | 16       |            |            |            |  |  |        |        |        |  |
|  | 4                | Glasgow Warriors | Munster          | Munster  | 16       | 5          |            |            |  |  |        |        |        |  |
|  | 4                | Glasgow Warriors |                  |          |          |            |            |            |  |  |        |        |        |  |
|  | 5                | Munster          | 14               |          |          |            |            |            |  |  |        |        |        |  |
|  | 5                | Munster          | 14               |          | Munster  | Munster    | 19         |            |  |  |        |        |        |  |
|  |                  |                  |                  |          |          |            |            |            |  |  |        |        |        |  |
|  |                  |                  | Stormers         | Stormers | 14       |            |            |            |  |  |        |        |        |  |
|  | 2                | Ulster           | Stormers         | Stormers | 14       | 10         |            |            |  |  |        |        |        |  |
|  | 2                | Ulster           |                  |          |          |            |            |            |  |  |        |        |        |  |
|  | 7                | Connacht         | 15               |          |          |            |            |            |  |  |        |        |        |  |
|  | 7                | Connacht         | 15               |          | Connacht | Connacht   | 25         |            |  |  |        |        |        |  |
|  |                  |                  |                  |          | Connacht | Connacht   | 25         |            |  |  |        |        |        |  |
|  |                  |                  | Stormers         | Stormers | 43       |            |            |            |  |  |        |        |        |  |
|  | 3                | Stormers         | Stormers         | Stormers | 43       | 33         |            |            |  |  |        |        |        |  |
|  | 3                | Stormers         |                  |          |          |            |            |            |  |  |        |        |        |  |
|  | 6                | Bulls            | 21               |          |          |            |            |            |  |  |        |        |        |  |

### Quarti di finale
| Arbitro: | Andrew Brace |

|                 |      |                               |
| A. O’Connor 63’ | mt   |                               |
| Cooney 63’      | tr   |                               |
| Cooney 20’      | c.p. | 24’, 33’, 40’, 44’, 75’ Carty |

| Arbitro: | Jaco Peyper |

|                                |      |                                        |
| Dayimani 8’ Zas 33’ Davids 47’ | mt   | 38’ Brink 57’ Papier 80’ B. du Plessis |
| Libbok 8’, 33’, 47’            | tr   | 38’ Goosen 57’, 80’ C. Smith           |
| Libbok 16’, 43’, 62’, 75’      | c.p. |                                        |

| Arbitro: | Andrea Piardi |

|              |    |                        |
| K. Steyn 66’ | mt | 22’ Fekitoa 27’ Frisch |
|              | tr | 22’, 27’ J. Crowley    |

| Arbitro: | Craig Evans |

|                                                            |    |                |
| Doris 13’ Milne 20’ Larmour 23’ Deegan 50’ Gibson-Park 74’ | mt | 6’ G. Williams |
| H. Byrne 13’, 20’, 23’, 50’ R. Byrne 74’                   | tr |                |

### Semifinali
| Arbitro: | Mike Adamson |

|                                                              |      |                                                      |
| Davids 15’ Libbok 27’, 32’ de Wet 64’ Theunissen 76’ Nel 79’ | mt   | 12’ Hansen 39’ Oliver 58’ Hurley-Langton 74’ Ralston |
| Libbok 15’, 27’, 32’, 64’, 79’                               | tr   | 58’ Carty                                            |
| Libbok 24’                                                   | c.p. | 3’ Carty                                             |

| Arbitro: | Frank Murphy |

|                             |      |                |
| Jenkins 37’ J. McCarthy 62’ | mt   | 45’ Beirne     |
| H. Byrne 37’                | tr   | 45’ Crowley    |
| H. Byrne 1’                 | c.p. | 10’, 23’ Healy |
|                             | drop | 77’ Crowley    |

### Finale
| Arbitro: | Andrea Piardi |

| |              | |
| Libbok 5’ D. Fourie 49’ | mt           | 9’ Barron 28’ Nash 74’ Hodnett |
| Libbok 5’, 49’ | tr           | 28’, 74’ Crowley |
| · Willemse · Davids · Nel · D. du Plessis · 78’ Zas · Libbok · 65’ H. Jantjies · 71’ Kitshoff · 61’ Dweba · 61’ Malherbe · 77’ v. Heerden · Orie · 56’ D. Fourie · 48’ Dayimani · 19’ Roos | Formazioni   | · Haley 48’ · Nash 70’ · Frisch 61’ · Fekitoa · Daly · Crowley 78’ · Murray 65’ · Loughman 61’ · Barron 61’ · Archer 61’ · Kleyn 68’ · Beirne · O’Mahony 33’ · Hodnett · Coombes |
| · 48’ Dixon · 56’ Engelbrecht · 61’ Fouché · 61’ Kotzé · 65’ de Wet · 71’ Vermaak · 77’ Theunissen · 78’ Blommetjies                                                                       | Sostituzioni | · Snyman 33’ · Scannell 61’ · Healy 61’ · Wycherley 61’ · Salanoa 61’ · Casey 65’ · Kendellen 68’ · Earls 70’                                                                    |
| John Dobson | Allenatori   | Graham Rowntree |